# Notre-Dame-du-Pré
Notre-Dame-du-Pré – miejscowość i gmina we Francji, w regionie Owernia-Rodan-Alpy, w departamencie Sabaudia.
Według danych na rok 1990 gminę zamieszkiwało 270 osób, a gęstość zaludnienia wynosiła 15 osób/km² (wśród 2880 gmin regionu Rodan-Alpy Notre-Dame-du-Pré plasuje się na 1358. miejscu pod względem liczby ludności, natomiast pod względem powierzchni na miejscu 600.). 
Przez gminę przepływa rzeka Isère. 